# عبد الله الفرج
عبد الله بن محمد بن فرج بن عبد الرحمن بن فرج بن سليمان بن طوق المسعري الدوسري (1836 - 1901)، من شعراء الشعر النبطي الكويتيين. ولقب برائد الصوت.

ولد في الكويت عام 1836 ثم انتقل للعيش مع والده إلى الهند حيث كانت تجارته. وهناك نشأ وتلقى تعليمه وقد حرص والده على تعليمه اللغة العربية كما تعلم الهندية والإنجليزية. على الرغم من تقدمه العلمي إلا أنه هوى الموسيقى حتى تعلمها على أيدي مدرسين للموسيقى في الهند. وبعد دراسته تتلمذ على يده يوسف البكر وخالد البكر، وكان شاعرا يجيد كتابة الشعر الفصيح والشعر النبطي، وقد قدم الكثير من الألحان والأصوات، وقد غنّى باللغة الفارسية والهندية والعربية، وكان كثيرا ما يسافر إلى الهند والبحرين والبصرة.
شاعرٌ، وأديبٌ كويتيّ. كتب الشّعر بلونيه النّبطيّ والفصحى، بالإضافة لاهتمامه بالأدب والموسيقى، كان شغوفًا بفنّ الخطّ والرّسم. طُبع له عددٌ من الطّبعات لديوانٍ بالشّعر النّبطيّ، فقد تميّز شعره النّبطيّ بارتقائه لمستوى الشّعر الفصيح. كما عُرف عن الفرج أنّه أديبٌ واسع الثّقافة، حيث كرّمته مؤسّسة عبد العزيز سعود البابطين.
و كان الشاعر عبد الله الفرج يطلق على نفسه اسم محيي الهوى في مواضع عديدة من قصائده منها:
قال محيي الهوى ظبيٍ سباني
آه عزّاه للروح العليلة
ويح من هو من الهجران فاني
و إن نعا الورق طنّب في عويله
و قوله:
قال محيي الهوى للسهارى
من خشوف مداهلها الاظله
بار فيهن عنود ما يباري
حيث جوره يعت اللي يتلى

## نشأته
عاش في أسرةٍ ميسورة الحال، فقد كان والده تاجرًا معروفًا يعمل بالتّجارة ما بين الهند، وإيران، وجنوب إفريقيا.
توفّي والده عندما كان صغيرًا، وورث عنه ثروةً كبيرةً. تلقّى تعليمه في مدارس بومباي في الهند، حيث تعلّم فيها قواعد الصّرف والنّحو باللّغة العربيّة، وذلك من قبل مدرّسين عرب، بالإضافة لذلك تعلّم وأتقن اللّغتين الإنجليزيّة والأورديّة، بالإضافة إلى الفارسيّة. كما قام الفرج بتبديد معظم ثروته، وذلك بسبب اهتماماته الأدبيّة والفكريّة.

## شعره:
ينقسم شعر الفرج إلى نوعين، الشّعر العامّيّ المُسمّى بالنّبطيّ وهذا يمتاز به الشّاعر بأن أدخل فيه كثيًرا من تعابير البلاغة والبديع لتأثّره بالأدب العربيّ وقد كان قاصرًا على اللّهجة البدويّة.
النّوع الثّاني وهو الفصيح من النّوع الجيّد المتين وفيه نوع من التّحرّر من أسلوب اللّفظ البديهيّ الّذي كان متّبعًا في زمنه وإن لم يخل منه أحيانًا لبعض الدّواعي.
قد نظَم الشّعر في كثير من الأغراض كالعتاب والرّثاء والوصف.

## انجازاته:
عاد عبدالله الفرج إلى الكويت وهو في الثّلاثين من عمره، بعد أن أنفق أغلب الثّروة الّتي ورثها عن والده بسبب اهتماماته الأدبيّة والموسيقيّة، وبعد أن استقرّ به المقام في الكويت أسّس ديوانًا ثقافيًّا، تردّد عليه كبار علماء الدّين، والأدباء، وعشّاق الموسيقى.
تشبّع عبدالله الفرج من الثّقافتين العربيّة والهنديّة، كما تأثّر بشكلٍ كبيرٍ بها وتعلّم الموسيقى الهنديّةتأثّر بالشّاعر محمّد بن لعبون الّذي عاش في أوائل القرن التّاسع عشر، والّذي يُعتبر من أعلام الشّعر النّبطيّ في شبه الجّزيرة العربيّة، كما تأثّر عبدالله الفرج بالشّاعر محسن الهزالي أحد أهمّ شعراء نجد الملقّب بأمير الشّعر الغزليّ.

## دواوينه
طبع عبد الله الفرج الجزء الأول من ديوانه النبطي في مومباي بالهند عام 1919 وأعيد طبعه في دمشق (1953) ثم طبع في الكويت نقلاً عن الطبعة الدمشقية دون تعديل أو تنقيح. ولم يطبع من ديوانه هذا إلا 1500 نسخه وزعت على أصدقاء الشاعر ولعل هذا ما جعل الحصول على ديوانه نادراً.

## وفاته:
توفّي عبد الله الفرج عام 1901 عن عمرٍ ناهز 65 عامًا، ويقال إنّه توفّي فقيرًا.